# Opal
Opaler er smykkesten, som glimter i alle regnbuens farver i små hulrum i stenens overflade. De fleste opaler findes i Australien, men også i Mexico, USA, Ungarn, Tjekkiet, Slovakiet, Tyrkiet, Indonesien, Brasilien, Honduras, Guatemala, Nicaragua og Etiopien. I 2008 meddelte NASA, at der forekom opal på Mars. Opaler findes oftest i dybe huller i bjerge. Opaljægere sætter her advarselsskilte op, for at undgå at de indfødte falder i disse livsfarlige huller. 
Opaler kan også ligge frit oven på jorden. 
I Australien findes den sorte opal. Den hvide findes i Europa og ildopalen i Mexico. Opaler kan ligge som små klumper eller i brede lag. 
Engang blev opaler anset for at bringe uheld. Kunstige opaler bliver ødelagt, hvis de tages op af den væske, de fremstilles i. Andamooka og Lightning Ridge er de største opalminebyer i Australien.